# Crises
A Crises (magyarul: Krízis) Mike Oldfield 1983-as, nyolcadik nagylemeze.
A lemezzel Oldfield egy új zenei területen aratott hatalmas sikert: a Moonlight Shadow és a Shadow on the Wall rendkívül népszerű popslágerek lettek. (Az előbbit Maggie Reilly, az utóbbit Roger Chapman énekli.)
A lemezen már csak egy hosszabb, és egy nagyon rövid instrumentális blokk található, a többi négy popdal. Maggie Reilly a fent említetten kívül a Foreign Affair-t is énekli, az In High Places Jon Anderson előadásában hallható. A Crises-on rövidebb részleteket maga Oldfield énekel.
A Taurus 3 névbeli elődjei az előző két albumon találhatóak (Taurus 1 és Taurus II), a zene azonban egészen más mindegyikben. Az előző két lemezen ezek voltak a leghosszabb kompozíciók, itt azonban ez a legrövidebb. A sorozat nem folytatódott.
Az albummal egyidőben jelent meg kislemezen a szintén Maggie Reilly előadásában hallható Mistake. Néhány kiadásban ez is felkerült a Crises albumra.
A zenét minden esetben Oldfield írta, általában a szöveget is, de a Foreign Affair esetén a szövegíráson Maggie Reilly-vel, az In High Places-en pedig Jon Anderson-nal osztozott.

## Számok
1. "Crises" – 20:40
2. "Moonlight Shadow" – 3:34
3. "In High Places" – 3:33
4. "Foreign Affair" – 3:53
5. "Taurus 3" – 2:25
6. "Shadow on the Wall" – 3:09

## Zenészek
- Mike Oldfield – vokál, gitárok, Fairlight C.M.I., Oberheim OBXa, DSX&DMX, dobok, basszus, zongora, farfisa, hárfa, mandolin, harangok, tamburin, bendzsó
- Phil Spalding – basszus
- Ant – gitár
- Simon Phillips – ütőhangszerek
- Pierre Moerlen – vibrafon
- Maggie Reilly – ének
- Jon Anderson – ének
- Roger Chapman – ének

## Zenészek dalonkénti bontásban
- Crises (zene és szöveg: Mike Oldfield)
  - Mike Oldfield: ének, gitárok, fairlight C.M.I., Oberheim OBXa, DSX & DMX, SimmonsDrums, basszus, zongora, prophet, farfisa, hárfa, mandolin, Quantec Room Simulator, Roland vonósok
  - Phil Spalding: basszus.
  - Ant: gitárok.
  - Rick Fenn: gitár.
  - Simon Phillips: Tama dobok.
- Moonlight Shadow (zene és szöveg: Mike Oldfield)
  - Mike Oldfield: gitárok, Fairlight C.M.I.
  - Maggie Reilly: ének.
  - Phil Spalding: basszus.
  - Simon Phillips: Tama dobok.
- In High Places (zene: Mike Oldfield, szöveg: Mike Oldfield és Jon Anderson)
  - Mike Oldfield: gitárok, Oberheim OBXa, Roland vonósok, Fairlight C.M.I.
  - Jon Anderson: ének.
  - Pierre Moerlen: vibrafon.
  - Simon Phillips: Tama dobok.
- Foreign Affair (zene: Mike Oldfield, szöveg: Mike Oldfield és Maggie Reilly)
  - Mike Oldfield: Fairlight C.M.I., Roland vonósok
  - Maggie Reilly: ének.
  - Simon Phillips: Tama dobok és rázó.
- Taurus 3 (zene: Mike Oldfield)
  - Mike Oldfield: Adamus, Ramirez és Manson gitárok, mandolin, akusztikus basszus, harangok, tamburin, shaker.
  - Simon Phillips: Tama dobok, finger snap, harangok, tamburin, rázó, csizma.
- Shadow On The Wall (zene és szöveg: Mike Oldfield)
  - Mike Oldfield: gitárok, bendzsó, basszus, Fairlight C.M.I., Roland vonósok
  - Roger Chapman: ének.
  - Ant: gitárok.
  - Simon Phillips: Tama dobok.

## Produkció
Felvétel: Denham, 1982. november – 1983. április.

A felvételhez Ampex ATR 124-et, NEVE 8108-at NECAM-mal és Westlake monitorokat használtak.
Keverés: C.B.S. Stúdió, London.

Hangmérnök: Nigel Luby.

Producer: Mike Oldfield és Simon Phillips.
Borító: Terry Ilott.

Köszönet: "Pedro Of The Thousand Buttons" és Jeremy Parker.

Külön köszönet: Sally, Molly és Dougal. [Oldfield felesége, Sally Cooper, és két gyermekük, Molly Oldfield és Dougal Oldfield.]

## Kísérőszöveg fordítása
Mike Oldfield – Tíz év siker
Mike Oldfield csak 17 éves volt, mikor megírta a Tubular Bells-t, melyen az összes hangszert ő szólaltatta meg. Több, mint 5 millió példányban kelt el, ebből másfél millió Nagy-Britanniában.
Ez tíz éve volt. Most kiadta nyolcadik stúdióalbumát, és előkészületeket tett a filmzene írásra is. Oldfield 29 éves, és Nagy-Britannia egyik legkreatívabb és legelismertebb zenésze.
Ki várta volna Oldfield csendes személyiségétől, hogy heavy-metál zenét játszik? Ez az egyik a sok stílus közül, mely megtalálható ezen a csodálatos albumon, a CRISES-on.
"Én mindig szerettem azt, amit ma heavy metálnak hívnak." – mondja Mike Oldfield. "Mi ezt egyszerűen rock-nak hívjuk. Számomra ez egy nagyon izgalmas zene, és én igazán élvezem játszani." És ez az új album – melyen Roger Chapman, Jon Anderson és Maggie Reilly is közreműködik – sok szemöldököt felvon stílusa miatt.
Tíz év sikere nem vette el a Mike Oldfield ambícióját és humorát. A Tubular Bells után jött a Hergest Ridge, az Ommadawn, a dupla Incantations, a Platinum, a QE2 és a Five Miles Out – de Mike elég objektív, hogy a Tubular Bells az, ami miatt a legismertebb. Ennek megfelelően nyitja az új albumát, a Crises-t egy Tubular Bells téma ismétlésével. "Nagyon büszke vagyok erre a zenére és az is leszek mindig." – mondja. "Jelenleg több ismert producerrel tárgyalok, mint Martin Rushent, Trevor Horn vagy Tony Mansfield, és meglepetés volt a számomra, és megtiszteltetés, mikor azt mondták, a Tubular Bells nagy hatással volt rájuk. Trevor Horn azt mondta nekem, hogy az Incantations-t szokta hallgatni a kocsijában munkába menet. Jó érzés, hogy a felvétel hatással van a kortárs zenészekre és producerekre." A Tubular Bells, amely áttörte a zenei határokat, mind fiatal, mind az idősebb hallgatók szeretik, évente nemzetközileg 50-100 ezer példányban kel el.
Mike Oldfield az új albumán felhasználta a briliáns dobos, Simon Phillips segítségét, akit segédproducerként is alkalmazott. "Ő igazán csodálatos mindkét szerepben" – mondja Oldfield.
Minden dalt Oldfield írt. "Az egyik oldal nagyon kommerciális, tele slágerekkel, míg a munka másik fele inkább olyan, amivel személyesen elégedett vagyok." – mondja Mike. "Így mindenki boldog lehet vele."
Három dal kelti fel leginkább a figyelmet, a Maggie Reilly által énekelt Moonlight Shadow, az In High Places Jon Andersonnal és a Shadow on the Wall, melyet a lengyel állapotok ihlettek, és Roger Chapman ad elő.
A cím első benyomásával ellentétben, Oldfield nem él át semmilyen krízist. "Boldogabb vagyok, mint valaha" – mondja Oldfield, aki Backinghamshireben lakik, ahol saját házában van a stúdiója. Mike és a felesége intézi az összes üzleti ügyet. "Tíz év az üzleti világban kitanított engem! A zenéről nagyon pontos elképzeléseim vannak. Egyre jobban hajlok arra, hogy ez valami, amit vagy tudsz csinálni, vagy nem. Határozott és öntelt vagyok. Nem most… Csak a munkámmal kapcsolatban…"
1983. május
(Ronuh fordítása)

## Érdekességek
- A lemez két dalának is létezik hosszabb változata. A Moonlight Shadow 5:18 hosszú, és a Shadow on the Wall 5:06 hosszú változata csak kislemezeken vagy válogatásokon találhatóak meg, a Moonlight Shadow jelenleg csak a 2006-os Platinum Collection albumról szerezhető be.
- A Moonlight Shadow című számot 1986-ban a Shadows is feldolgozta. Ez azért érdekes, mert Oldfield egy korábbi, QE2 című albumán pedig a Shadows egyik számát dolgozta fel (Wonderful Land). A Shadows 1986-os albumának a címe Moonlight Shadows volt. (A lemez egyébként csak feldolgozásokat tartalmazott.)
- A Moonlight Shadow című szám egyesek szerint John Lennon emlékére íródott. Mike Oldfield ezt tagadja.